# Super Robot Taisen OG Saga: Endless Frontier EXCEED
Super Robot Taisen OG Saga: Endless Frontier EXCEED è un videogioco della Banpresto, sviluppato in collaborazione con la Monolith Soft, lo studio che aveva creato Xenosaga. Si tratta del sequel di Super Robot Wars OG Saga: Endless Frontier.
Il videogioco segue le avventure di Aledy Nashe e Neige Hausen, due personaggi originali introdotti in questo titolo, muniti di due nuovi mecha, l'Arkon, basato su Ialdabaoth da Super Robot Wars Compact 3, ed il Feycried, basato su Fairlion da Super Robot Wars: Original Generation 2.
Nel gioco sono presenti anche Axel Almer, Einst Alfimi e Fighter Roar, tre personaggi presenti anche in alcuni precedenti capitoli della serie di Super Robot Wars (Advance, Impact, ed SD The Great Battle rispettivamente) che erano anche apparsi in Super Robot Wars: Original Generation; nel gioco compare anche MOMO, personaggio della serie Xenosaga.
La sigla di apertura del videogioco è cantata da Nana Mizuki e si intitola UNCHAIN∞WORLD, ed utilizza le animazioni dello studio Xebec. Il gioco è stato pubblicato in Giappone il 25 febbraio 2010 ed ha venduto circa 65 000 copie nella prima settimana, diventando il secondo videogioco più venduto, con appena 6000 copie in meno rispetto al primo posto..